# Wohnhausgruppe I–IV, Anton-Schumacher-Straße

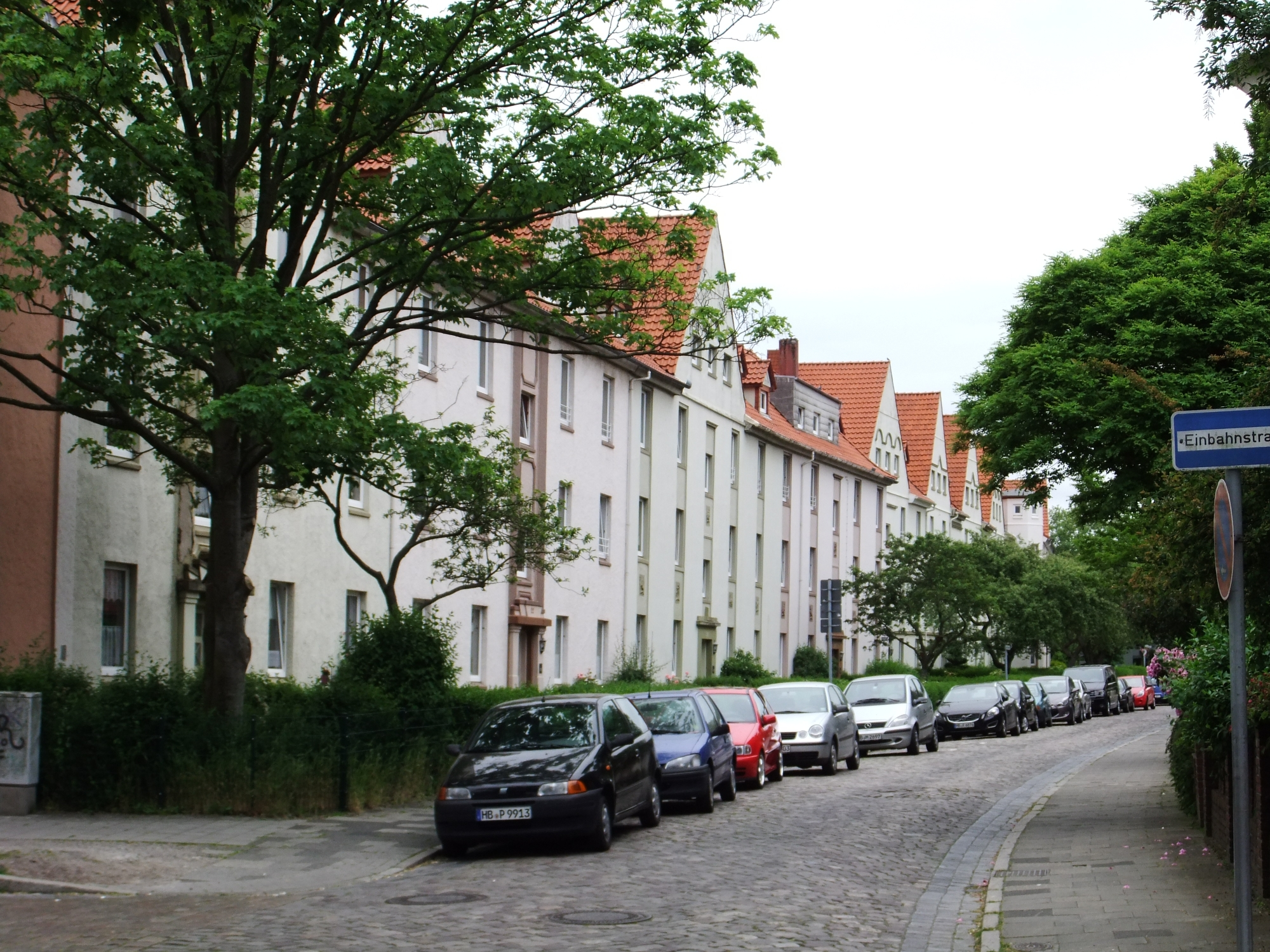
Wohnhausgruppe I–IV, Anton-Schumacher-Str.

Die Wohnhausgruppe I–IV, Anton-Schumacher-Straße in Bremerhaven-Mitte, Anton-Schumacher-Straße 4–38, Friesenstraße 25–30, Gildemeisterstraße und Pestalozzistraße, entstand von 1921 bis 1925 nach Plänen von Julius Hagedorn, Architekt Fr. Stindt und Jäger.
Die Gebäude stehen seit 2009 unter Bremer Denkmalschutz.

## Geschichte
Bremerhaven wuchs am Ende des 19. Jahrhunderts in Richtung Norden bis an die Grenze der benachbarten selbständigen preußischen Gemeinde Lehe. Bremerhaven erwarb bis 1905 erhebliche neue Flächen in diesem Bereich. Nach dem Ersten Weltkrieg bestand für die rasch wachsende Stadt erhöhter Bedarf an Wohnungen, die auf den neuen Flächen realisiert werden konnten.
Die dreigeschossige, verputzte, größere Wohnanlage wurde ab 1921 in geschlossener Bebauung an der Anton-Schumacher-Straße (damals Deutsche Straße) zwischen Gildemeisterstraße und Pestalozzistraße durch  
die Stadt gebaut. Giebelhäuser und traufständige Häuser gliedern den Straßenraum. Stadtbaurat Julius Hagedorn überzeugte den Magistrat,  zehn Wohnanlagen  vom Stadtbauamt (Planung, Bauleitung) errichten zu lassen.
Die ersten Bauabschnitte I–IV mit 160 Wohnungen auf 35 Hektar entstanden von 1921 bis 1925 und begrenzten ein südliches Gebiet für Ein- und Zweifamilienhäuser. Alle Häuser wurden durch die Firma H. F. Kistner ausgeführt.
- Baublock I: Anton-Schumacher Straße 14/16, Friesenstraße 26/30, Entwurf von Hagedorn
- Baublock II: Anton-Schumacher-Str. Nr. 4/12/Gildemeister 23/25, Entwurf von Architekt Stindt
- Baublock III: Anton-Schumacher Straße 20/22, Friesenstraße 25/29, Entwurf von Hagedorn
- Baublock IV: Anton-Schumacher Straße 24/38, Pestalozzistraße 25/27

Das Landesamt für Denkmalpflege Bremen befand: „Bei aller Einfachheit sind die traufständigen Fassaden an der Anton-Schumacher-Straße jedoch stimmig proportioniert und durch Vor- und Rücksprünge abwechslungsreich gegliedert. Besonders die vielen Giebel verleihen dem Straßenzug eine gewisse Würde.“